# (32135) 2000 LF18
2000 LF18 (asteroide 32135) é um asteroide da cintura principal. Possui uma excentricidade de 0.11869440 e uma inclinação de 23.91967º.
Este asteroide foi descoberto no dia 8 de junho de 2000 por LINEAR em Socorro.